# Thomas Knuths
Thomas Knuths (Schwäbisch Gmünd, 31 agosto 1958) è un tuffatore tedesco orientale.
Ha rappresentato la Repubblica Democratica Tedesca ai Giochi olimpici di Mosca 1980 nella piattaforma 10 metri. In carriera ha vinto la medaglia d'oro nei tuffi dalla piattaforma 10 metri maschile ai campionati europei di nuoto 1985.

## Palmarès
- Europei
  - 1985 - Sofia: oro nella piattaforma 10 metri